# Jaćwież
Jaćwież, także Sudawia (Sudowia) – ziemie zajmowane do ok. XIII wieku przez bałtyjskie plemię Jaćwingów.

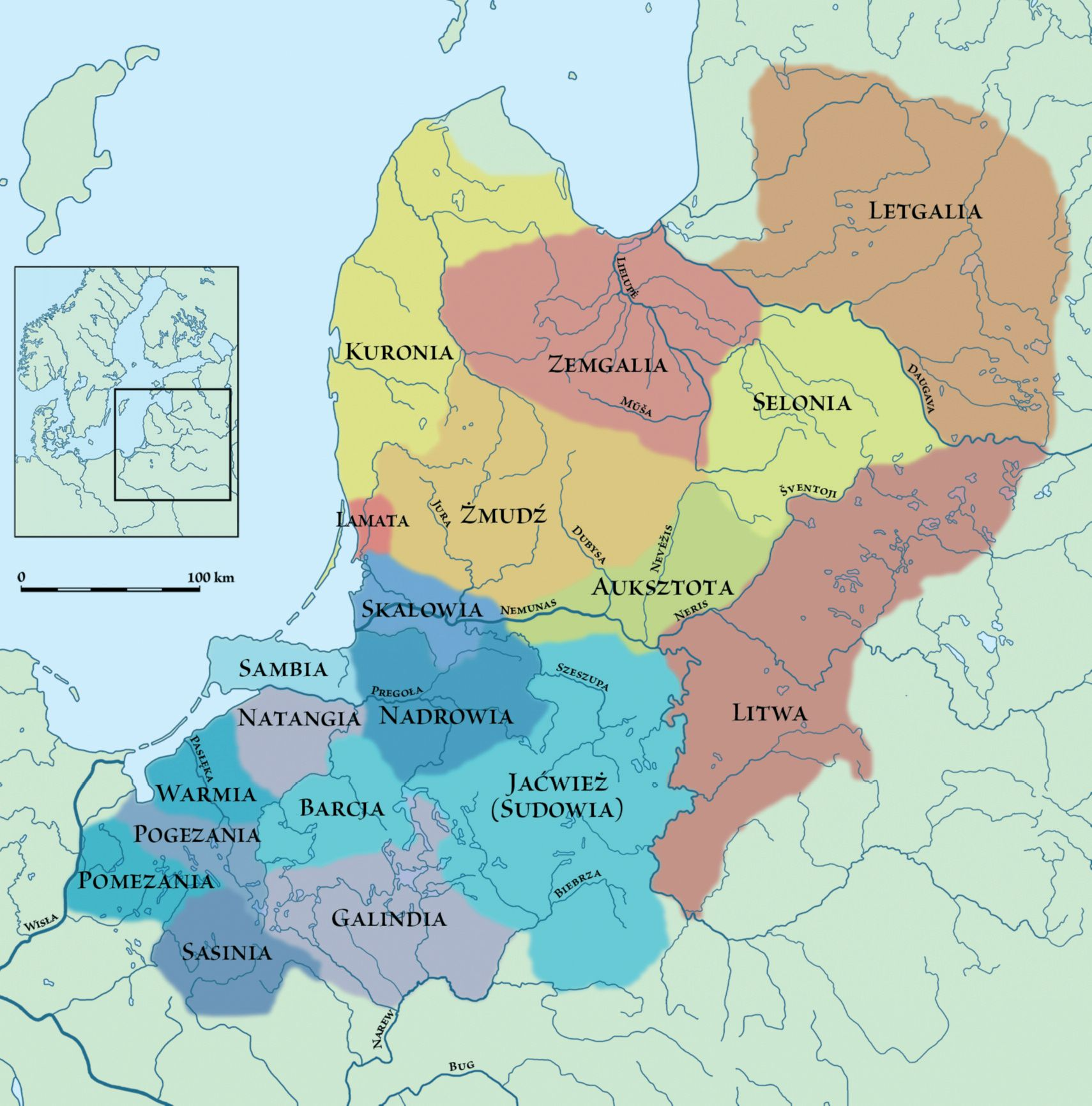
Plemiona bałtyjskie około 1200 roku (wg M. Engel i C. Sobczak)

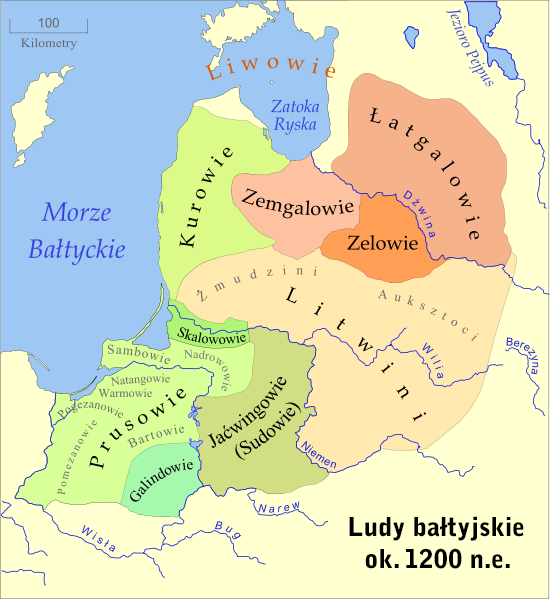
Plemiona bałtyjskie ok. 1200 roku

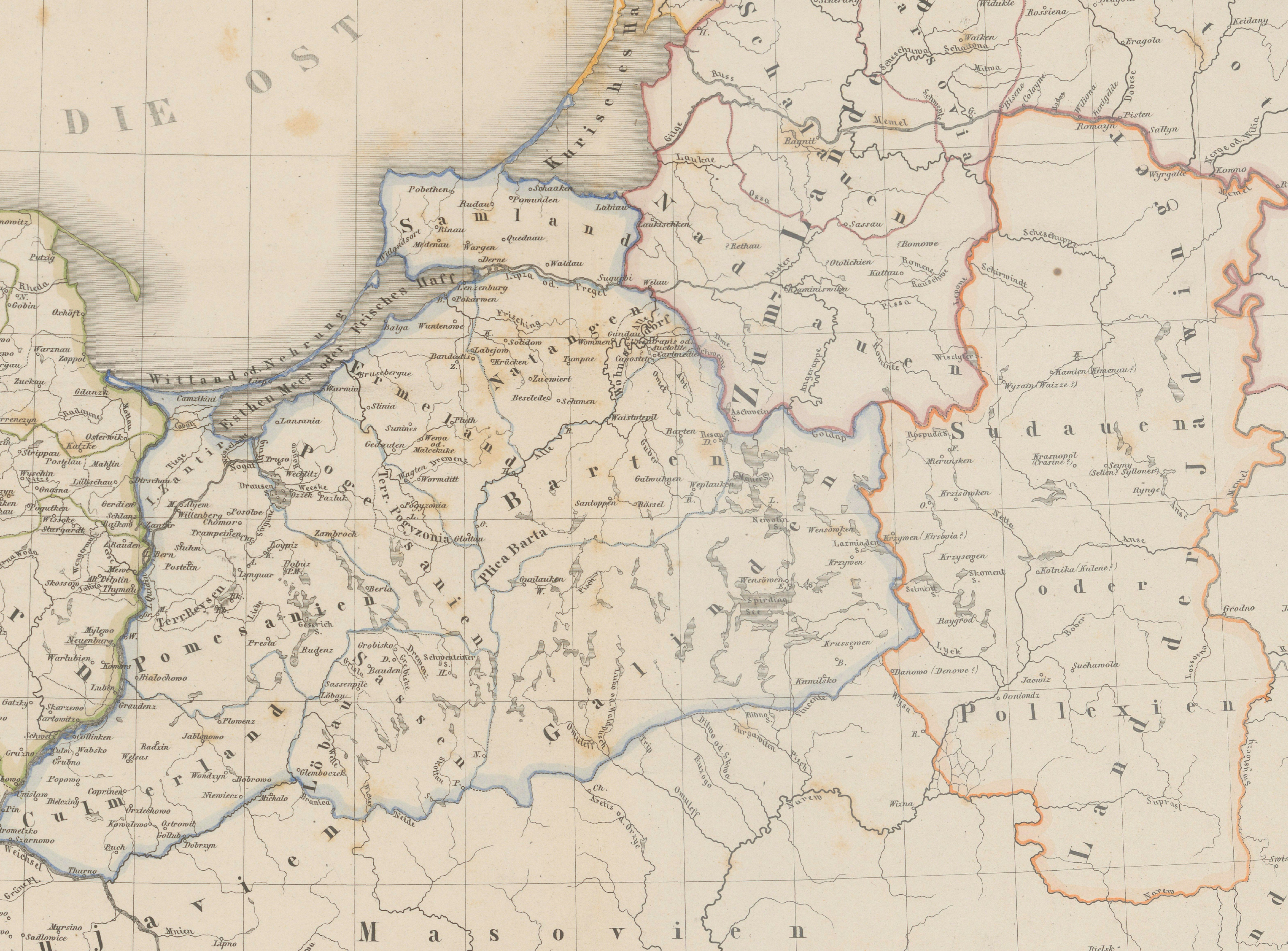
Prusy plemienne i Jaćwież według Maxa Toeppena, 1858

## Granice i obszar
Granice i obszar Jaćwieży są przedmiotem dyskusji wśród badaczy. Wynika to z niewielkiej ilości dostępnych przekazów – skąpe źródła z XIII i XIV wieku dają tylko minimalne dane, pozwalające zorientować się w położeniu geograficznym Jaćwieży u schyłku jej istnienia w XIII wieku. W wyznaczaniu obszaru Jaćwieży pomocne są badania archeologiczne, badania nad późniejszym osadnictwem polskim, ruskim i litewskim na ziemiach pojaćwieskich, a także występowanie nazw geograficznych pochodnych od nazw Jaćwingów, Sudowów i Dajnowa.
Większość granic Jaćwieży miała charakter naturalny – tworzyły je bory, moczary i rzeki. W miejscach zwężenia borów i moczarów granice umacniano prawdopodobnie zasiekami ze zwalonych pni i gałęzi. Szlaki drożne wnikały na teren Jaćwieży w niewielu miejscach. Szlakami tymi posługiwali się Jaćwingowie podczas wypraw na ziemie sąsiadów, a także oddziały nieprzyjaciół najeżdżające ziemie Jaćwieży.

### Hipotezy
W literaturze przedmiotu spotykane są m.in. poniższe propozycje granic Jaćwieży:
- Puszcza Romincka na północy, pas między Niemnem i Szeszupą na północy, Niemen wschodzie, Biebrza na południu, Ełk (Łęg) na zachodzie (A. Kamiński)[9].
- środkowy bieg Szeszupy na północy, środkowy bieg Niemna na wschodzie, dorzecze Biebrzy i Supraśli na południu, linia Wielkich Jezior Mazurskich na zachodzie (M. Engel, P. Iwanicki, G. Iwanowska, C. Sobczak)[4].